# Natalija Gorelova
Natalija Borisovna Zajceva-Gorelova (rusko Наталья Борисовна Зайцева-Горелова), ruska atletinja, * 18. april 1973, Moskva, Sovjetska zveza.
Nastopila je na poletnih olimpijskih igrah leta 2000, ko je izpadla v prvem krogu teka na 1500 m. Na svetovnih prvenstvih je v isti disciplini osvojila bronasto medaljo leta 2001, kot tudi na svetovnih dvoranskih prvenstvih istega leta.